# معركة العفولة (1183)
معركة الفولة أو معركة العفولة (لا فيف حسب مصطلحات الصليبيين، باللاتينية: Castrum Fabe)، هي معركة اشتبكت فيها القوات الصليبية تحت قيادة غي دي لوزينيان مع جيش صلاح الدين الأيوبي لأكثر من أسبوع في سبتمبر وأكتوبر 1183. انتهى القتال في 6 سبتمبر 1183. أكتوبر مع إجبار صلاح الدين على الانسحاب.

## خلفية تاريخية
غزا صلاح الدين الأيوبي مملكة بيت المقدس عن طريق إيلات وشرق الأردن والجليل في مايو 1182. فقاومه الملك بلدوين الرابع ملك بيت المقدس بنجاح في حملة ومعركة قلعة كوكب الهوا خلال الصيف؛ ومع ذلك، تعرضت الأراضي الصليبية لأضرار بالغة على يد المغيرين المسلمين. بحلول سبتمبر 1183، لم يعد بلدوين، الذي أصيب بالشلل بسبب الجذام، قادراً على العمل كملك. لذا عُين غي لوزينيان، الذي تزوج سيبيلا ملكة بيت المقدس أخت بلدوين في 1180، وصياً على العرش.

## الحملة
عاد صلاح الدين الأيوبي إلى دمشق في 24 أغسطس 1183، بعد أن غزا حلب وعدة مدن في بلاد الرافدين لصالح مملكته. ثم شن غزواً كبيراً لمملكة بيت المقدس في سبتمبر. فعبر نهر الأردن، ونهب الجيش الأيوبي بلدة بيسان المهجورة وسار غرباً، حتى مرج ابن عامر، وضع صلاح الدين جيشه بالقرب من بعض الينابيع على بعد حوالي 8 كم جنوب شرق العفولة. وفي الوقت نفسه، أرسل الزعيم المسلم العديد من السرايا لتخريب أكبر قدر ممكن من الممتلكات. فدمر المغيرون قريتي جنين والطيبة، وهاجموا الدير في جبل طابور وأبادوا كتيبة من الكرك كانت في طريقها للانضمام إلى الجيش الميداني الصليبي.
حشد غي لوزينيان الجيش الصليبي في صفورية متوقعاً لهجوم. عندما كشفت أنباء الكشافة عن مسار غزو صلاح الدين الأيوبي، سار غي بالجيش الميداني إلى قلعة لا فيف الصغيرة (حصن الفولة [cz]). كان جيشه ضخماً بأعداد الحجاج والبحارة الإيطاليين ليصل حجمه إلى 1300-1500 فارس و1500 تركوبلي وأكثر من 15000 من المشاة. وقيل عنه أنه أكبر جيش لاتيني جُمع «في الذاكرة الحية».

## المعركة
تقدم جيش الفرنجة بأسلوبه المعتاد نحو مصادر المياه في عين جالوت (موقع انتصار المسلمين الحاسم على المغول في 1260) وطوبانيا. تعذر بناء تشكيلهم العسكري الدقيق، باستثناء أن رماة الرماح ورماة السهام أبقوا رماة الخيول الأتراك على مسافة معقولة بينما شن الفرسان هجمات موضعية لإبعاد أي سراسنة من الاقتراب المباشر. ويذكر المؤرخون المسلمون كيف واجه مماليك صلاح الدين بقيادة جوردق النوري والجويلي هجوماً صليبياً لم يكن متوقعاً، لكنهم تحصنوا عند قاعدة جبل وتسببوا في انسحاب الصليبيين.
وكان المسلمون يضايقونهم بالرماية والهجمات المتجددة باستمرار؛ وضغطوا عليهم في بعض الأحيان إلى الحد الذي دفع الفرنجة إلى شن هجمات مضادة لتطهير خطوطهم. وكما حدث في عامي 1111 و1182، قاد الفرنجة مسيرة قتالية لم تتحول أبداً إلى معركة ضارية.
لم يتمكن صلاح الدين من كبح أعدائه أو استفزازهم لخوض معركة ضارية، فسحب جيشه من الينابيع وتحرك باتجاه مجرى النهر. عسكر الجيش اللاتيني حول الينابيع وظل ساكناً لمدة ثمانية أيام يتحاشى المعركة. حاول المسلمون تحريض الفرنجة على الهجوم عبر اعتراض قوافل الإمدادات الصليبية. ونظراً لأن الصليبيين المحليين جلبوا مؤنة لمدة ثلاثة أيام فقط بينما لم يحضر الحجاج والبحارة أي شيء، سرعان ما أصبح وضع الإمداد حرجاً. ومن حسن الحظ أن الجنود اللاتينيين عثروا على كميات من الأسماك في عيون طوبانيا، مما نجاهم من المجاعة حتى تجاوزت بعض قوافل المؤن الحصار الأيوبي.
ثم تحرك صلاح الدين نحو جبل طابور، على أمل استدراج الفرنجة إلى كمين. تراجع غي إلى قلعة لا فيف بدلاً من ذلك. وخلال هذه الخطوة عاد الجيش الأيوبي بسرعة وانقض على الصليبيين من جديد، إلا أنه لم يتمكن من إيقاف سيرهم أو تعطيله. أنهى صلاح الدين، الذي كان يعاني من نقص الإمدادات، الحملة. عندئد، عاد غي إلى قاعدته الرئيسية في صفورية.

## النتيجة
نجح غي، باتباع سياسة صليبية طويلة الأمد، في إحباط غزو صلاح الدين من خلال منعه من الاستيلاء على أي معاقل والحفاظ على سلامة الجيش الميداني. ولكن، كما حدث في 1182، تسبب المغيرون المسلمون في أضرار جسيمة للمحاصيل والقرى. تعرض غي لانتقادات البعض شديدة من البعض لفشله في خوض معركة كبرى عندما كان يقود مثل هذا الجيش الجرار. فيما أيد آخرون، معظمهم من البارونات المحليين مثل ريموند الثالث كونت طرابلس، استراتيجيته الحذرة. وأشاروا إلى أن جيش صلاح الدين الأيوبي شُكل على أرض وعرة، غير مناسبة لهجوم فرسان الفرنجة المدججين. خسر غي منصبه كوصي على العرش، بعد فترة وجيزة من هذه المعركة.
ذُكر غي بمدى شدة الانتقادات التي تعرض لها في المرة التالية التي تولى فيها قيادة جيش صليبي كبير، لأنه تجنب خوض معركة في 1183. وشن في هذه المرة خطوة هجومية أودت به إلى كارثة ماحقة في معركة حطين في 1187.